# Otterdal
Otterdal – wieś w zachodniej Norwegii, w okręgu Sogn og Fjordane, w gminie Hornindal. Wieś położona jest na północnym wybrzeżu jeziora Hornindalsvatnet, 5 km na zachód od miejscowości Grodås i około 30 km na wschód od wsi Heggjabygda.
W 2012 roku we wsi mieszkało 13 osób.